# Rouillon (rivière, Seine-Saint-Denis)
Pour les articles homonymes, voir Rouillon (homonymie).
Le Rouillon est un ruisseau de la Seine-Saint-Denis aujourd'hui disparu et autrefois alimenté notamment par la Molette. Il tenait fonction de dérivation lors de curage du Croult.
Le Rouillon est désormais un collecteur d'eaux pluviales et d'eaux usées enterré.